# Jolly What! The Beatles & Frank Ifield on Stage
Jolly What! The Beatles & Frank Ifield on Stage (con el subtítulo England's Greatest Recording Stars) fue un álbum editado en febrero de 1964 por la discográfica Vee-Jay Records que recopilaba varias canciones de sus dos artistas más representativos de los cuales disponía la casa en ese momento.
Contenía cuatro canciones de los Beatles (los dos  sencillos publicados en Estados Unidos por Vee Jay en 1963: «Please Please Me»/«Ask Me Why» y «From Me to You»/«Thank You Girl») y ocho canciones del cantante inglés Frank Ifield. Al contrario de lo que rezaba en la portada, los temas eran grabaciones hechas en estudio. La portada del álbum consistía en un dibujo de un estadista británico sujetando un par de lentes sobre su nariz, al tiempo que mostraba una peluca beatle sobre su cabeza. 
Este álbum se volvió a editar siete meses más tarde, pero ya sin la coletilla Jolly What! antepuesta al título del disco, y presentando una portada que consistía en un dibujo de los cuatro Beatles posando sobre un fondo de color azul, igual que la portada del sencillo «Love Me Do»/«P.S. I Love You» editado por Tollie en abril de 1964.

## Lista de canciones
| Cara 1 |                    |                  |          |  |
| N.º    | Título             | Interpretado por | Duración |  |
| 1.     | «Please Please Me» | The Beatles      | 2:03     |  |
| 2.     | «Any Time»         | Frank Ifield     | 3:18     |  |
| 3.     | «Lovesick Blues»   | Frank Ifield     | 2:45     |  |
| 4.     | «I'm Smiling Now»  | Frank Ifield     | 2:04     |  |
| 5.     | «Nobody's Darling» | Frank Ifield     | 2:31     |  |
| 6.     | «From Me to You»   | The Beatles      | 1:56     |  |

| Cara 2 |                        |                  |          |  |
| N.º    | Título                 | Interpretado por | Duración |  |
| 1.     | «I Remember You»       | Frank Ifield     | 2:03     |  |
| 2.     | «Ask Me Why»           | The Beatles      | 2:24     |  |
| 3.     | «Thank You Girl»       | The Beatles      | 2:01     |  |
| 4.     | «The Wayward Wind»     | Frank Ifield     | 2:41     |  |
| 5.     | «Unchained Melody»     | Frank Ifield     | 2:36     |  |
| 6.     | «I Listen to My Heart» | Frank Ifield     | 1:54     |  |